# Camp de la Lande d'Ouée
Le camp de la Lande d'Ouée est implanté en Bretagne sur le territoire de la commune de Saint-Aubin-du-Cormier, département d'Ille-et-Vilaine, et accueille le 11e régiment d'artillerie de marine depuis 1979,.

## Histoire

### Le camp militaire

#### Géographie et écologie
Situé à 35 kilomètres au nord-est de Rennes la Lande d’Ouée est un milieu naturel de landes (lande humide atlantique), de tourbières et de bois (des chênes, mais aussi des pins, ces derniers ayant tendance à s'étendre spontanément et â menacer la pérennité de la lande).

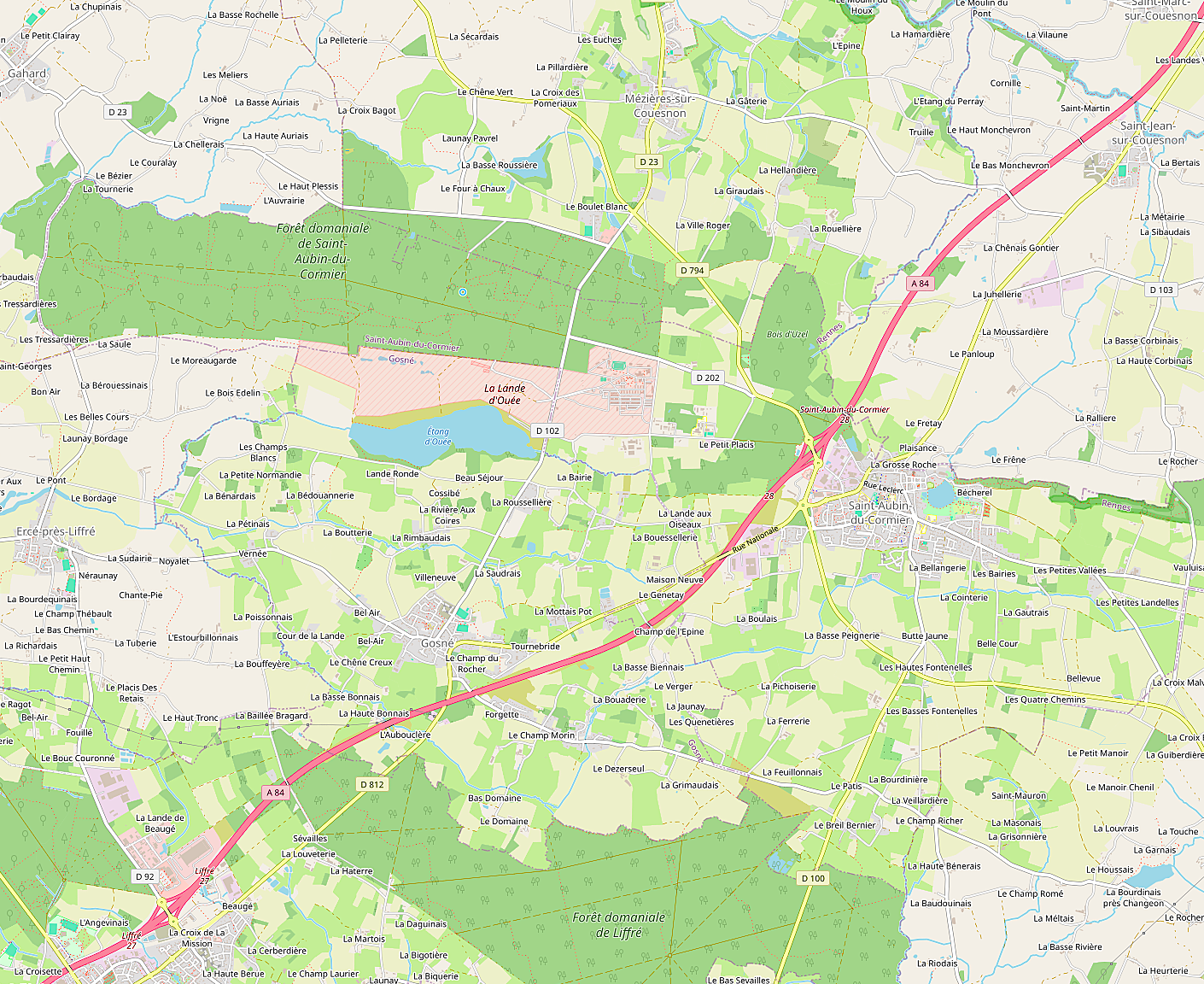
Carte de Saint-Aubin-du-Cormier, du camp de la Lande d'Ouée et de la forêt de Haute-Sève (Openstreetmap).

Le camp est situé sur le flanc nord d'une vallée à pente modeste et entre 110 et 90 mètres d'altitude. D'une étendue d'environ 140 hectares, le camp est situé sur un sous-sol gréseux et est classé zone Natura 2000 malgré les activités militaires, le camp servant de champ de tir et de terrain d'instruction.
Les activités militaires né perturbent pas trop la flore, les militaires se déplaçant essentiellement sur les chemins à l'intérieur du camp. L'accès au camp est réservé aux militaires, seuls quelques scientifiques y ayant accès.
En partenariat avec l'Office national des forêts le 11e RAMa s'est engagé à  favoriser le retour de la lande humide, à diminuer le risque incendie et à regagner des terrains d'entraînement en abattant des pins invasifs.
Le 16 avril 2025 un feu de forêt s'est déclaré à la Lande d'Ouée, provoqué par un tir d'entraînement sur le camp militaire. D'importants moyens ont été engagés. En moyenne un feu se déclare à la Lande d'Ouée tous les 6 ans, le risque de propagation à la forêt domaniale voisine étant réel. L'incendie a brûlé près d'une cinquantaine d'hectares de broussailles et une partie de la forêt domaniale de Haute Sève, limitrophe du camp.
Prés de 150 sapeurs-pompiers ont lutté contre l'incendie, puisant l'eau dans l'étang d'Ouée, voisin du camp.

#### Histoire
L'acquisition de la Lande d'Ouée par le ministère de la guerre remonte à 1862. Des chalets en briques sont construits en 1903 comme le montre une photographie citée en référence, une autre montrant le mess des officiers.
Le camp fait travailler les commerçants des environs ; c'est parfois source de problèmes : ainsi en 1908 un boucher de Saint-Aubin-du-Cormier est accusé de fournir de la viande de mauvaise qualité et, avec la complicité de certains militaires, de faire des détournements de certaines quantités au préjudice de la troupe.
Le camp de la Lande d'Ouée a été tour à tour camp de manœuvres militaires, camp de prisonniers et, depuis 1979, lieu d'implantation du 11e régiment d'artillerie de marine.
Selon un cliché photographique datant de 1891 « tous les ans, d'avril à octobre, les troupes de Vitré 70e et de Rennes 41e viennent faire les tirs à longue distance ».

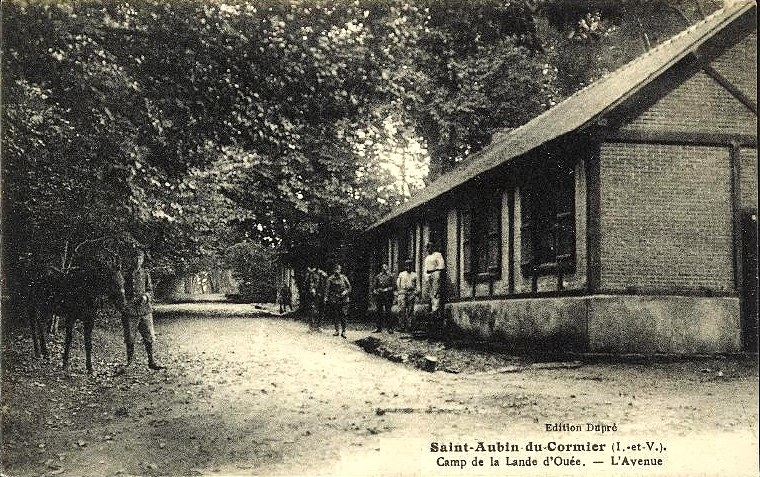
L'avenue d'entrée du camp au début du Xxe siècle.
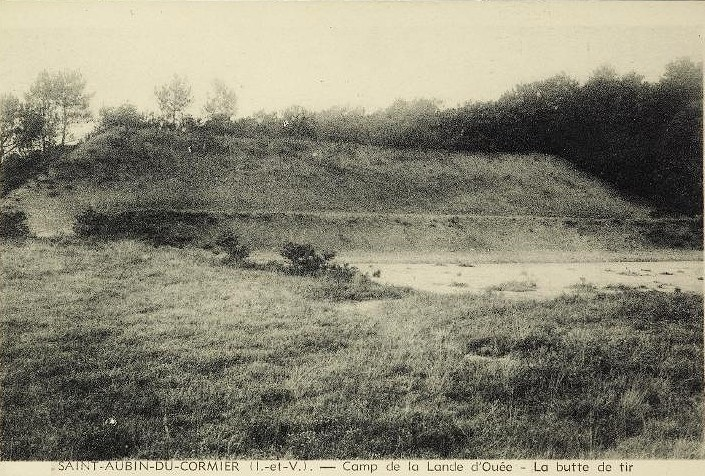
Camp de la Lande d'Ouée ː la butte de tir au début du XXe siècle.
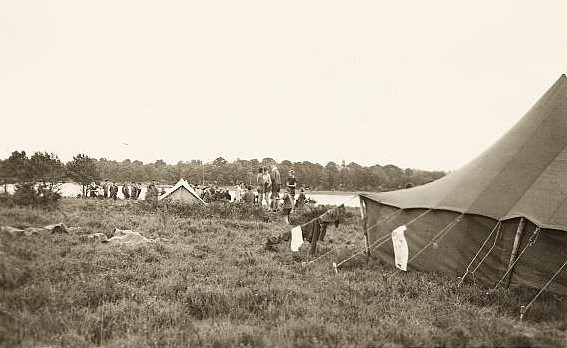
Tentes au début du XXe siècle.
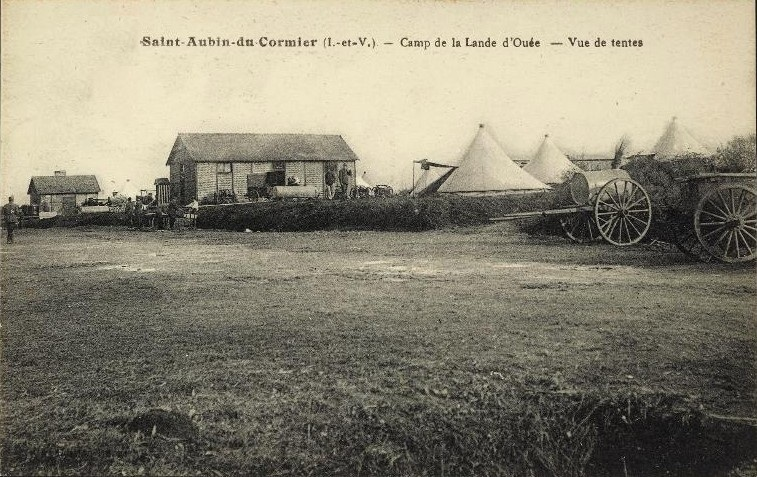
Tentes et baraquements au début du XXe siècle.
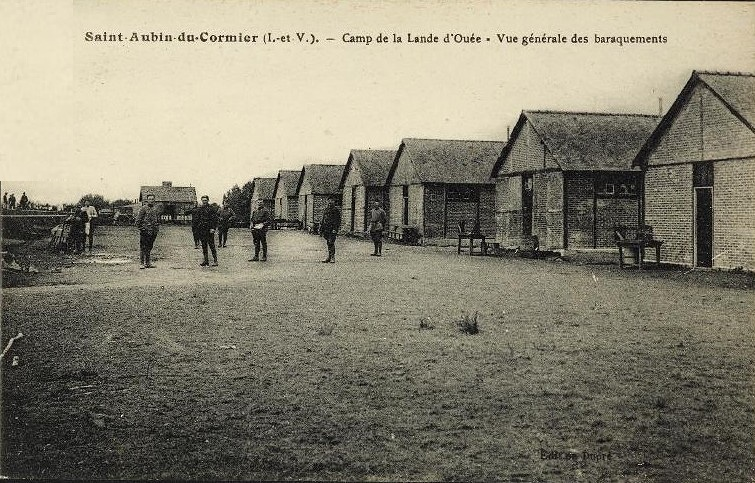
Vue générale des baraquements au début du XXe siècle.
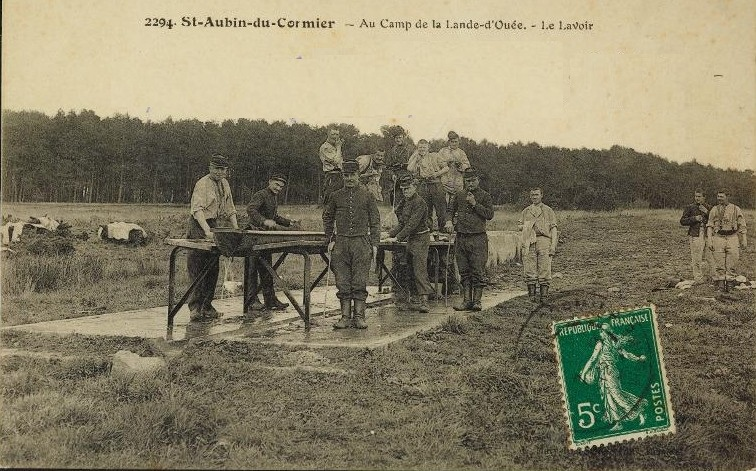
Le lavoir au début du XXe siècle.
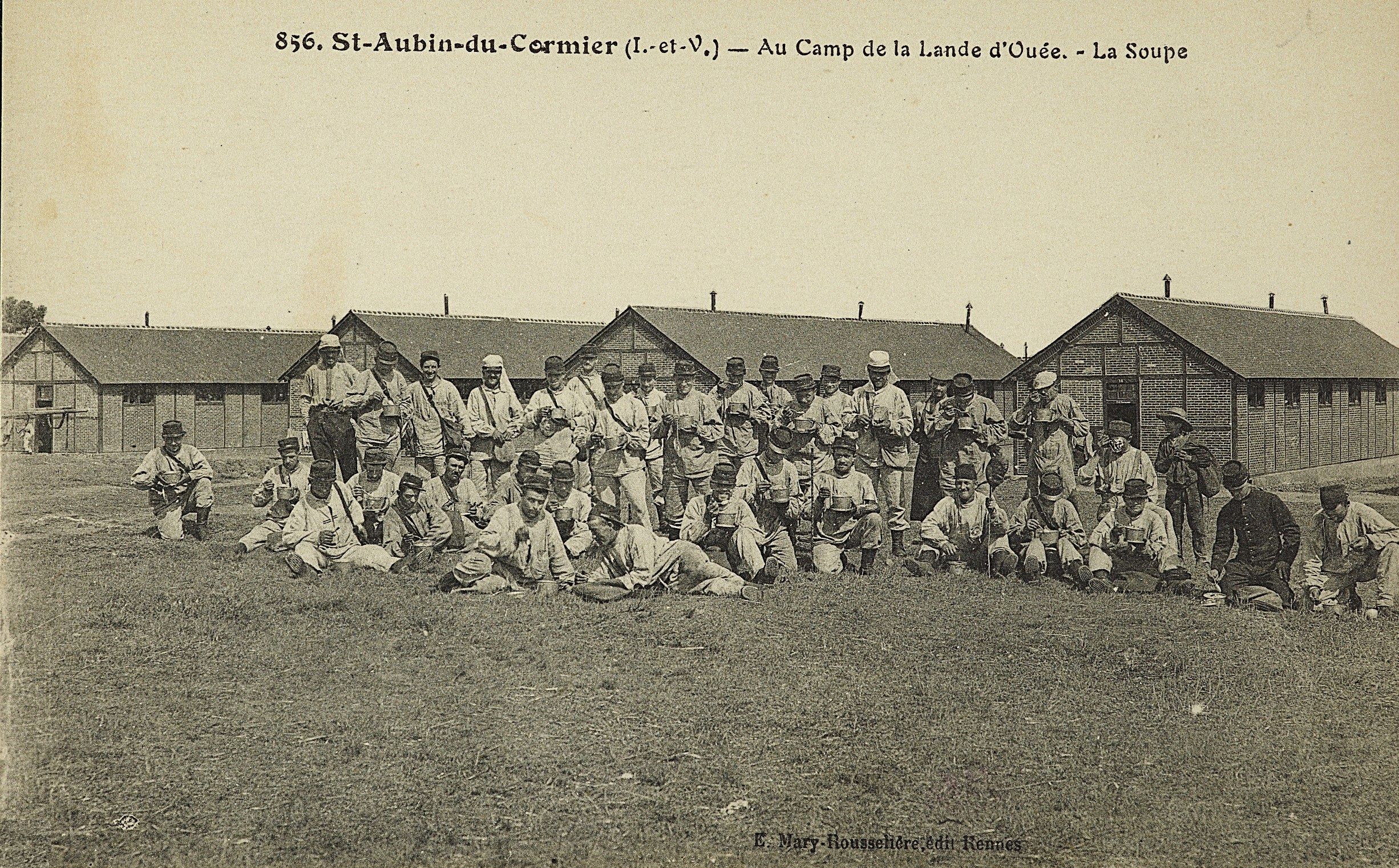
La soupe (carte postale, début XXe siècle).
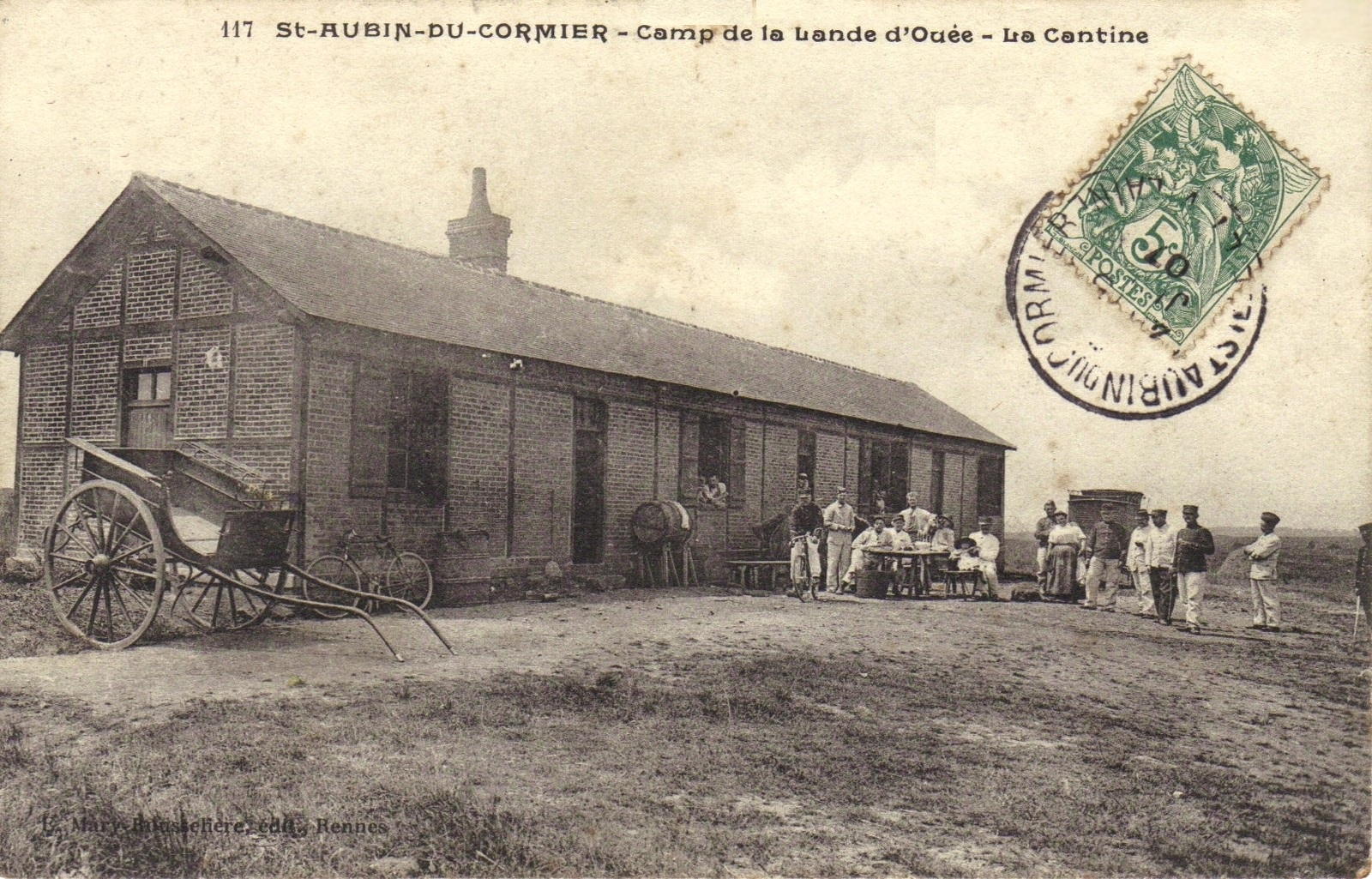
La cantine du camp au début du XXe siècle (carte postale).
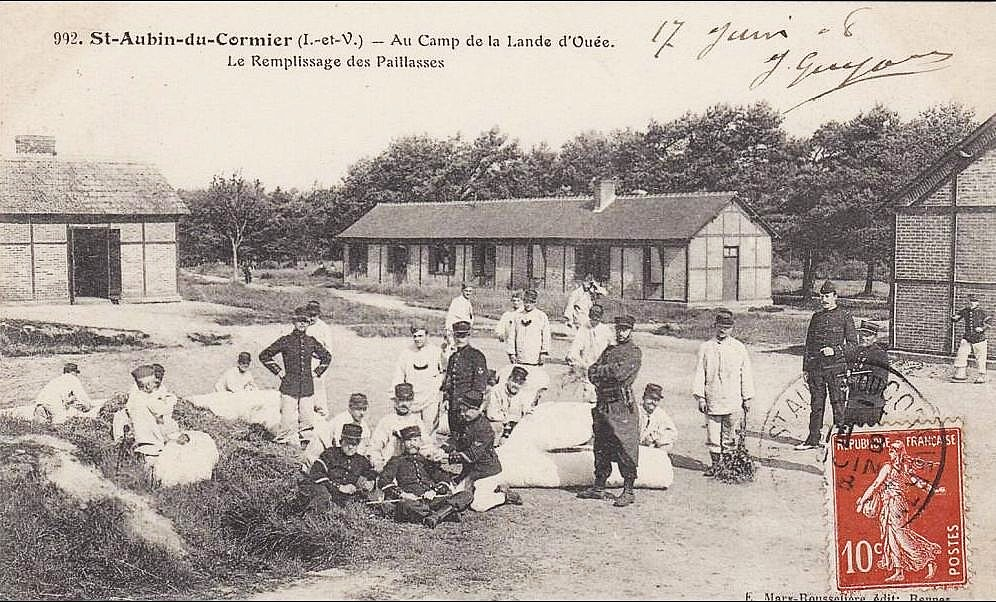
Remplissage des paillasses vers 1908 (carte postale).
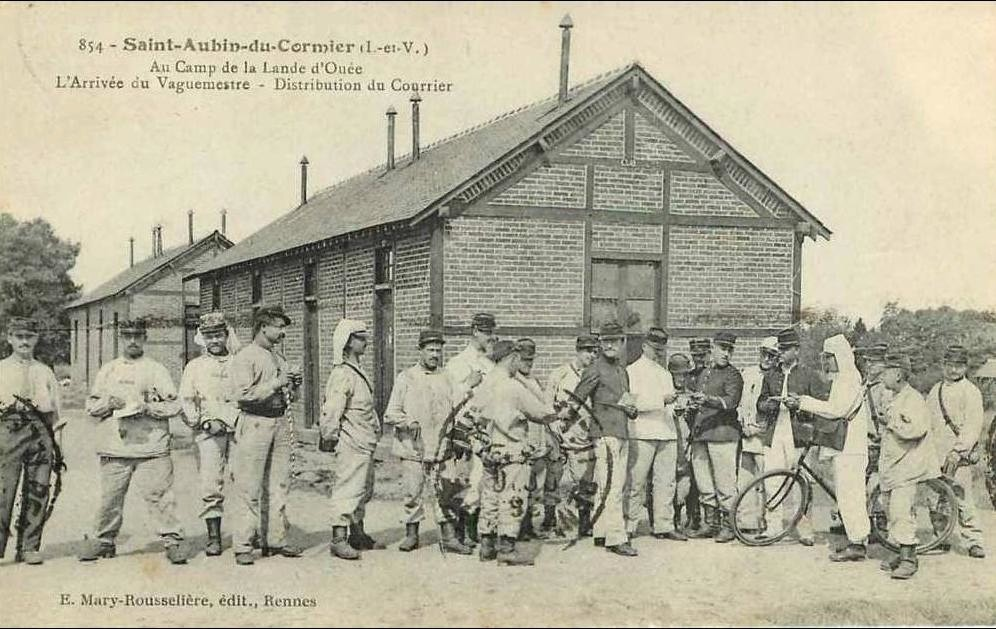
Arrivée du vaguemestre, distribution du courrier (carte postale). A l'arrière-plan baraquements construits vers 1903.
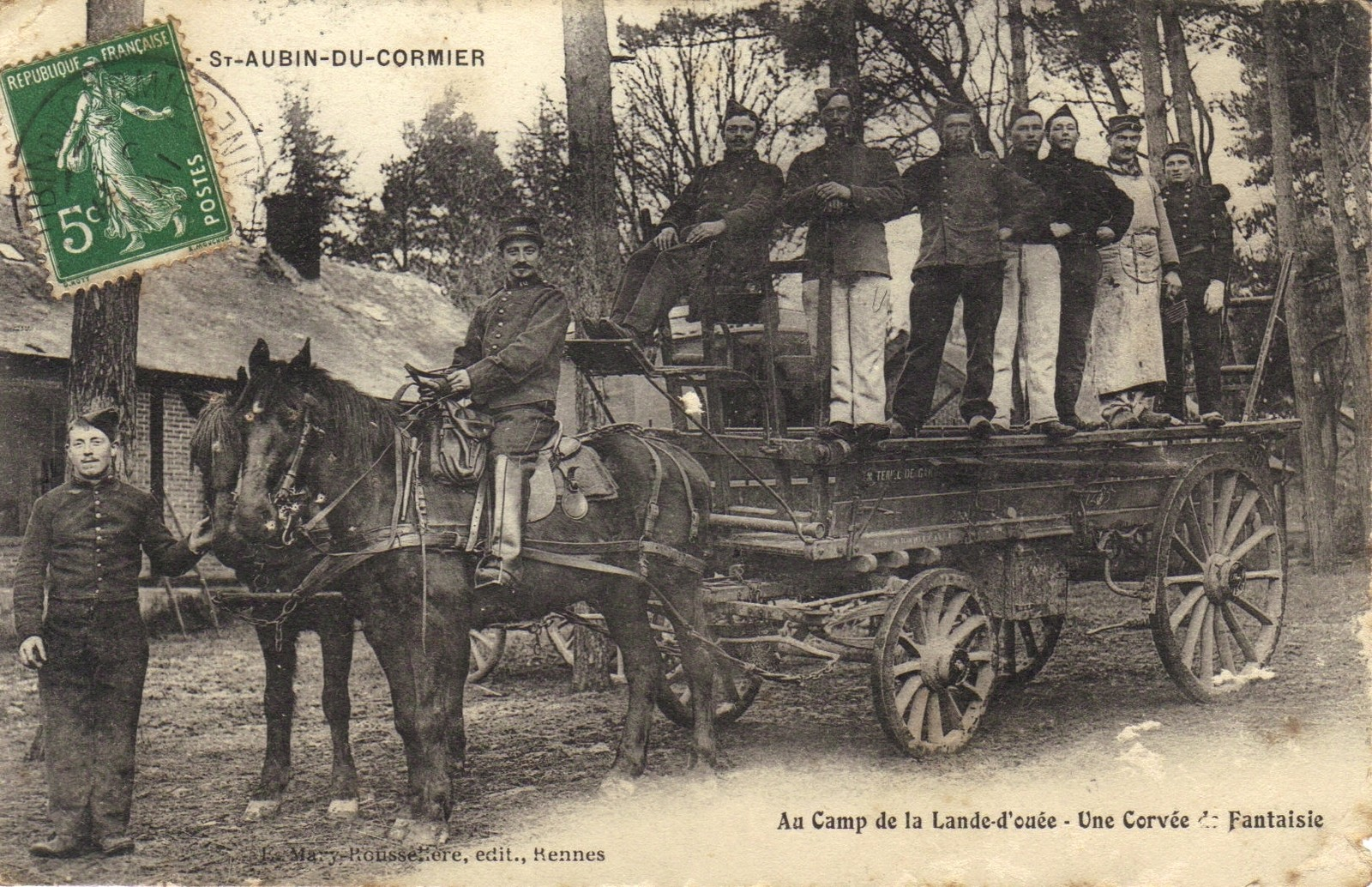
Corvée de fantaisie au début du XXe siècle(carte postale).

Pendant la seconde moitié de 1944 et en 1945 un camp de prisonniers de guerre allemands (dépôt 117) existe à la Lande d'Ouée. Un rapport d'un enquêteur, Bonnet, qui a visité le camp le 12 septembre 1945 chiffre à 1 922 le nombre des prisonniers et indiqué que si la nourriture et l'habillement des prisonniers est acceptable, les conditions sanitaires sont déplorables.
Il a accueilli en 1955 le 41e régiment d'infanterie qui a été déplacé depuis, ainsi que le 117e régiment d'infanterie, aujourd’hui dissout. Sa devise était « En avant, toujours en avant ».
En 1979 c'est le 11e RAMa qui s'y installe ; il dispose 35 hectares de camp bâti et 215 hectares de forêts ; il est composé de 950 hommes et femmes, surnommés les « Bigors ».

### Le bagad de la Lande d'Ouée
Le bagad est créé en juillet 1966 au sein du 41e régiment d'infanterie.

#### L'étang d'Ouée
L'étang d'Ouée, aménagé  à l'origine pour alimenter en eau le canal d'Ille-et-Rance, est vaste de 290 hectares (sa longueur est de près de 2 000 mètres sur une largeur variant de 135 à plus de 500 mètres) et proche de la commune de Gosné (à laquelle il appartient), situé au sud de la forêt domaniale de Saint-Aubin du-Cormier à une altitude de 85 mètres. Entouré de landes et d'une tourbière classée d'intérêt régional, avec une grande diversité floristique et faunistique (l'ancienne maison du barragiste a été affectée à l’habitat de chauve-souris), c'est une ZNIEFF.

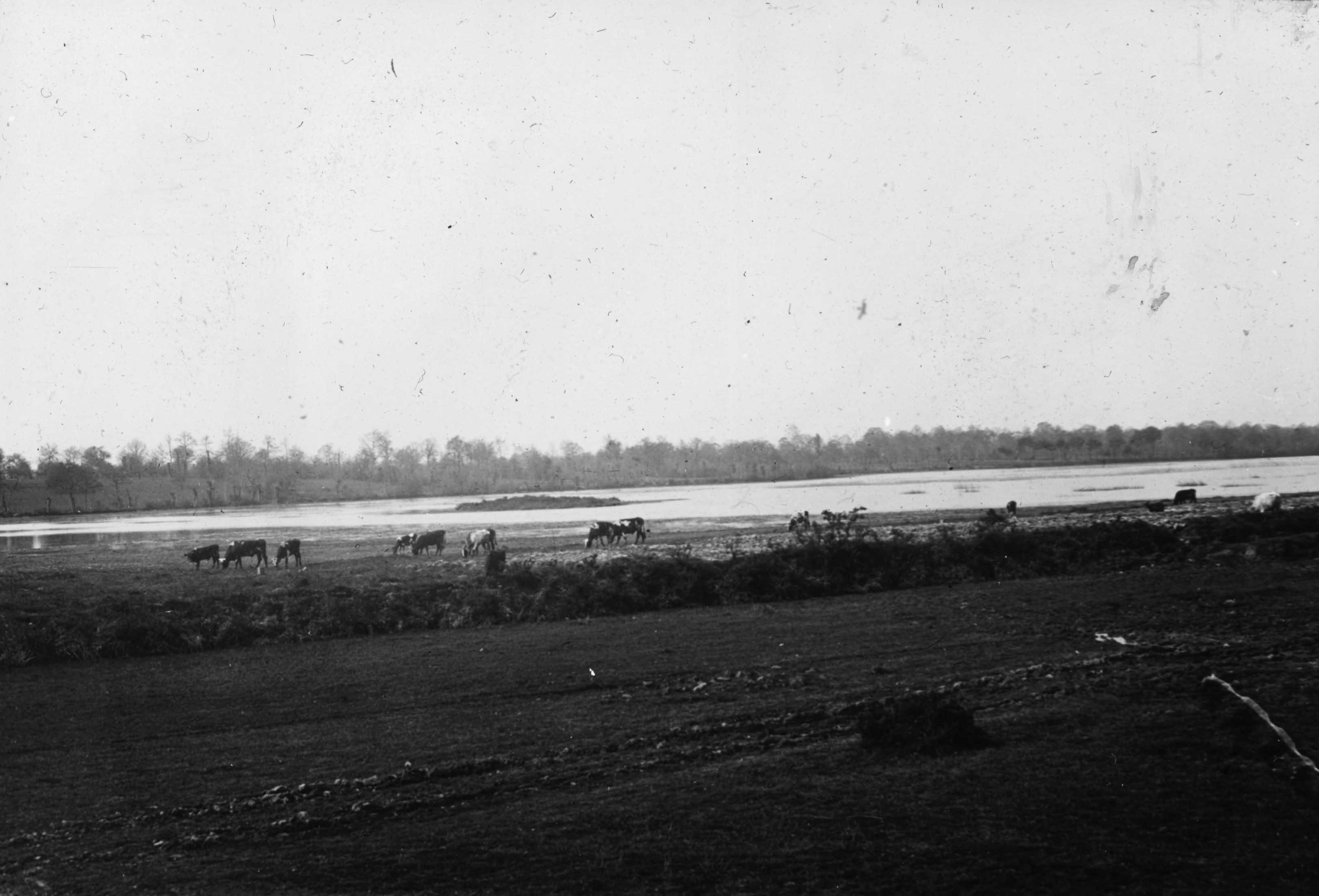
L'étang d'Ouée au début du XXe siècle.
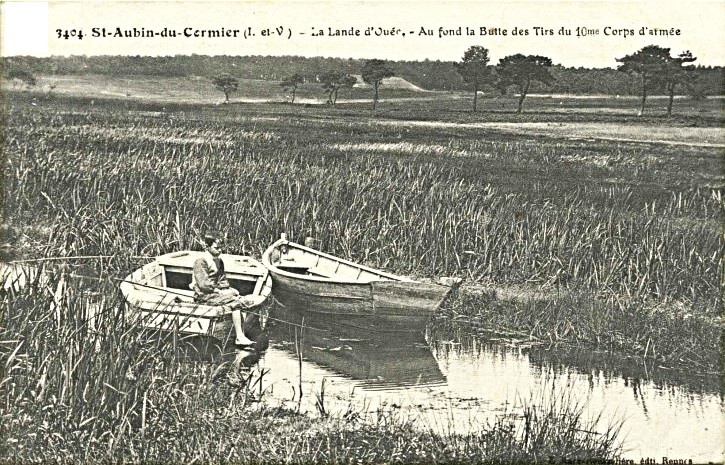
L'étang d'Ouée et la butte de tir du camp de la Lande d'Ouée au début du XXe siècle.
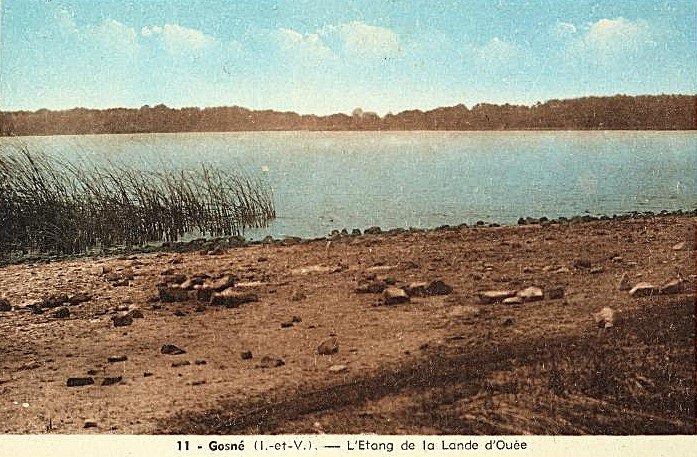
L'étang d'Ouée au début du XXe siècle (carte postale colorisée).
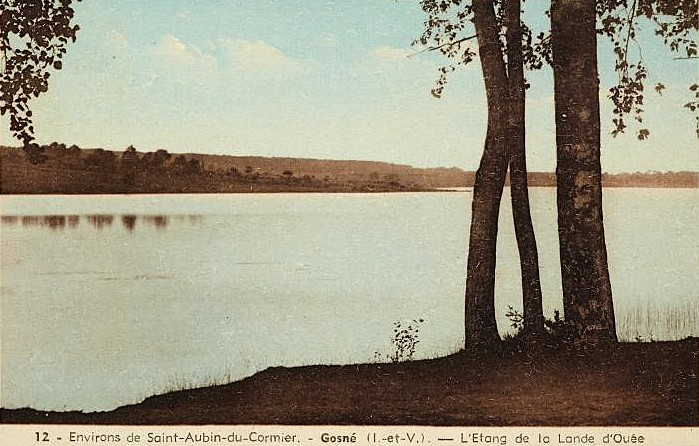
L'étang d'Ouée au début du XXe siècle (carte postale colorisée).
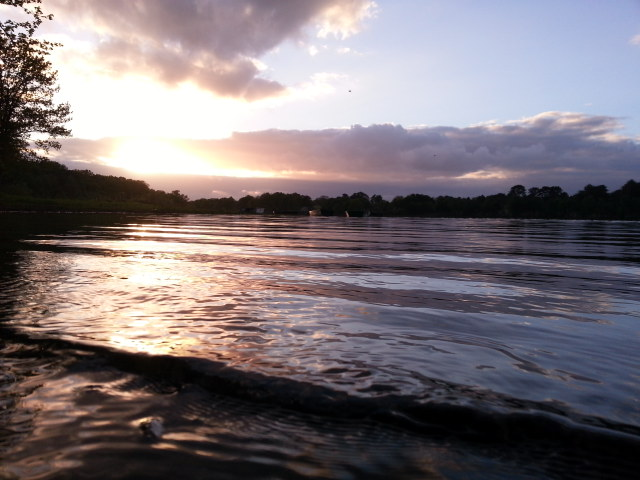
Coucher de soleil à l'étang d'Ouée (photo prise du lieu-dit Landeronde).

L'étang était à la belle saison un lieu de promenade et de baignade très prisé, notamment des Rennais et des Fougerais dans la première moitié du XXe siècle qui venaient le plus souvent par le tramway à vapeur jusqu'à Gosné, poursuivant le trajet à pied jusqu'à l'étang.
L'étang reste un but de promenade et un espace propice à la pratique d’activités nautiques (canoë, kayak, paddle) et de la pêche. C'est aussi un lieu de pêche fréquenté : au début du XXe siècle des concours de pêche étaient organisés, par exemple le 18 juin 1905 en liaison avec la fête organisée à Saint-Aubin-du-Cormier : la Compagnie des tramways à vapeur d'Ille-et-Vilaine organisait des trains spéciaux depuis Rennes.
Selon une légende locale sévissait autrefois à proximité de l'étang d'Ouée un meneur de loups et ces animaux redoutés pouvaient guider celui qui perdait son chemin dans les forêts avoisinantes. En lien avec cette légende, un circuit pédestre long de 9,7 km, a été nommé "Circuit du meneur de loups".